# Duszniki
Duszniki (deutsch Duschnik, 1939–1943 Neusiedeln, 1943–1945 Kaisershof) ist ein Dorf und Sitz der gleichnamigen Landgemeinde in Polen. Der Ort liegt im Powiat Szamotulski der Wojewodschaft Großpolen. Die Gemeindepartnerschaft zu Faßberg in Niedersachsen ist seit 2013 offiziell.

## Gemeinde
Zur Landgemeinde (gmina wiejska) Duszniki gehören 17 Ortsteile (deutsche Namen, amtlich bis 1945) mit einem Schulzenamt (solectwo).
- Brzoza (Brzoza, 1943–1945 Rinddorf)[2]
- Ceradz Dolny
- Chełminko
- Duszniki (Duschnik, 1943–1945 Kaisershof)[3]
- Grzebienisko (Grzebienisko, 1943–1945 Kammtal)[2]
- Kunowo (Kunowo, 1943–1945 Kuno)[2]
- Mieściska (Miesciska, 1943–1945 Mühldorf)[2]
- Młynkowo (Mlynkowo, 1943–1945 Mühlort)[2]
- Niewierz (Niewierz, 1943–1945 Schanzfelde)[2]
- Podrzewie (Podrzewie, 1943–1945 Skirenort)[3]
- Sędzinko (Klein Lintze)[5]
- Sędziny (Groß Lintze)[5]
- Sękowo (Senkowo, 1943–1945 Albrechtshof)
- Wierzeja (Wierzeja, 1943–1945 Wehrschütz)[2]
- Wilczyna (Wilczyn, 1943–1945 Wiltschin)[2]
- Wilkowo (Wilkowo, 1943–1945 Wilkenau)[2]
- Zakrzewko (Zakrzewko, 1943–1945 Brachhof)[2]

Weitere Ortschaften der Gemeinde sind Grodziszczko, Sarbia und Zalesie.

## Söhne und Töchter der Stadt
- Jarosław Araszkiewicz (* 1965), Fußballspieler

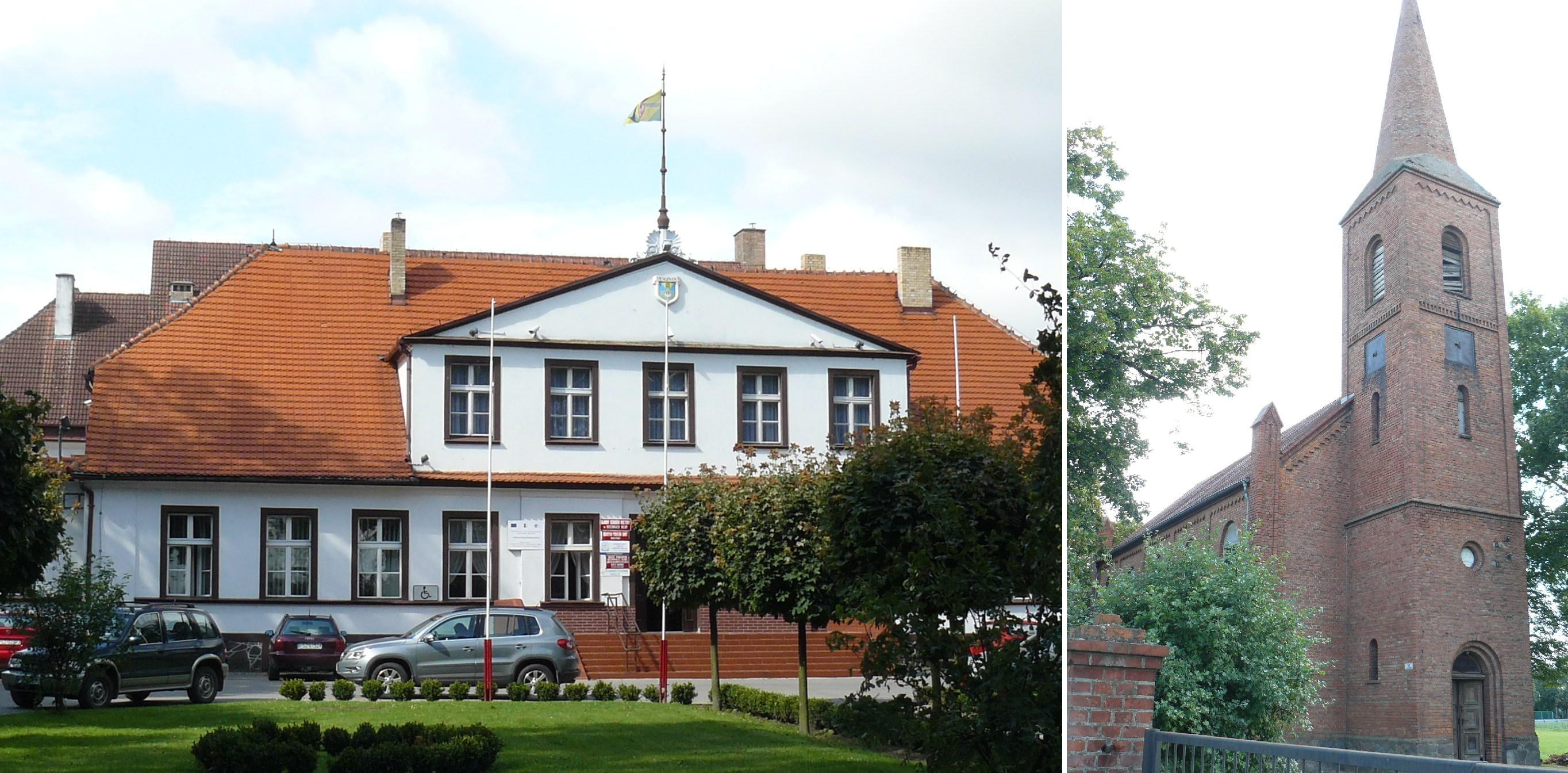
Kulturhaus und ehem. evangelische Kirche

- Johannes Staemmler (1860–1946), evangelischer Pfarrer in Posen
- Martin Staemmler (1890–1974), deutscher Pathologe
- Piotr Lisek (* 1992), Stabhochspringer